# Tuamotukungsfiskare
Tuamotukungsfiskare (Todiramphus gambieri) är en akut hotad fågel i familjen kungsfiskare inom ordningen praktfåglar.

## Utseende
Tuamotukungsfiskaren är en 20 cm lång medlem av familjen. Den är beigefärgad på huvud och nacke och i varierande grad blå på hjässan. Blått syns även i en linje bakåt från ögat, medan örontäckarna är mer sotblå. Ovansidan är blå eller grönblå, på vingar och stjärt med mörkare lilafärgad anstrykning. Undersidan är vit med ljusorange till gräddvitt på hals- och bröstsidor. Näbben är svart ovan och ljust aprikosfärgad till gul under med svarta kanter och svart spets. Ögat är mörkbrunt och benen svarta.

## Utbredning och systematik
Tuamotukungsfiskarens utbredningsområde omfattar Tuamotuöarna i Polynesien. Den delas in i två underarter, med följande utbredning:
- Todiramphus gambieri gambieri – förekom tidigare på Mangareva i östra Tuamotuöarna, men är numera utdöd
- Todiramphus gambieri gertrudae – förekommer enbart på ön Niau i nordvästra Tuamotu-arkipelagen.

De båda underarterna har tidvis kategoriserats som två egna arter, "mangarevakungsfiskare" (T. gambieri) och "niaukungsfiskare" (T. gertrudae).

## Levnadssätt
Arten hittas i skogslandskap, kokosplantage och trädgårdar, ibland även i ren skog. Födan består av insekter och dess larver, men även små ödlor. Den har också noterats fånga småfisk i dammar som uppstår vid lågvatten. Fågeln har noterats lägga ägg i september och häckar möjligen även maj–juni. Den har setts mata ungar i oktober. Boet grävs ut ur en död kokospalm.

## Status
Niaukungsfiskaren har ett mycket litet utbredningsområde och beståndet uppskattades 2014 till endast 144 individer. Internationella naturvårdsunionen IUCN kategoriserar därför populationen som akut hotad.